# Psaliodes confusa
Psaliodes confusa là một loài bướm đêm trong họ Geometridae.